# Црква Лазарица на Палибрчком гробљу
Црква Лазарица на Палибрчком гробљу, налази се на 4km од Ивањице. Подигнута је, по предању, над гробом Бошка Југовића, једног од браће Југовића. Припада Епархији жичкој Српске православне цркве.
По предању, повлачећи се рањен са боја на Косову, један од браће Југовић, Бошко, умире надомак Ивањице. Ту га је сахранила сестра, кнегиња Милица, а на његовом гробу је саградила малу цркву. 
Приликом откопавања гроба 1911. године, испод камене плоче пронађен је мушки скелет, панцирна кошуља, сребрни шлем и остаци барјака, што говори да је свакако реч о неком српском средњовековном властелину, међутим поузданих података да припадају Бошку Југовићу, нема. 
На гробу и на темељима старе, нову цркву је подигао Благоје Луковић из Ивањице 1929. године и  посветио је Светом кнезу Лазару. Посађено је и нових девет храстова, који симболизују девет Југовића. Данас их има седам.